# Dubowo (województwo pomorskie)
Dubowo (kaszub. Dubòwò) – wieś w Polsce, w województwie pomorskim, w powiecie kartuskim, w gminie Stężyca na obszarze Kaszubskiego Parku Krajobrazowego przy drodze wojewódzkiej nr 214. Położona na Kaszubach. Wieś wchodzi w skład sołectwa Żuromino.
Dubowo 31 grudnia 2011 r. miało 53 stałych mieszkańców.